# Gabinete Brisson I
O Gabinete Brisson I foi o ministério formado por Henri Brisson em 06 de abril de 1885 e dissolvido em 29 de dezembro do mesmo ano. Foi o 21º gabinete da Terceira República Francesa, sendo antecedido pelo Gabinete Ferry II e sucedido pelo Gabinete Freycinet III.

## Contexto
Henri Brisson formou um gabinete de “concentração republicana”, trazendo alguns radicais para seu governo, considerando o período eleitoral vindouro. Após as eleições legislativas de 1885, e apesar de divergências significativas, o Presidente da República, Jules Grévy, decidiu manter Brisson no cargo até que os problemas envolvendo a intervenção francesa em Tonquim e a eleição presidencial daquele ano (a qual os próprios Brisson e Grévy disputavam) fossem concluídos. Em novembro, Brisson ofereceu sua renúncia ao Presidente, que a recusou.
Como agravante, aquele ano marcou o início do “Escândalo do Panamá”, o que ajudou na eleição de muitos conservadores, ainda que a esquerda republicana, reagrupada no segundo turno, atingisse a maioria. Nesse contexto, a esquerda radical estava se fortalecendo. Em dezembro de 1885, enfraquecido pela votação do orçamento e sem vontade de continuar, Henri Brisson apresentou novamente a renúncia do governo ao Presidente da República reeleito, que dessa vez a aceitou.
Dada a situação política, encontrar um governo estável que incorporasse todos os republicanos para ter a maioria seria difícil. A única solução, portanto, foi a concentração de moderados (ou oportunistas) e radicais. Assim, são necessários nove dias para formar um governo. Em janeiro de 1886, Jules Grévy nomeou novamente Charles de Freycinet como Presidente do Conselho de Ministros.

## Composição

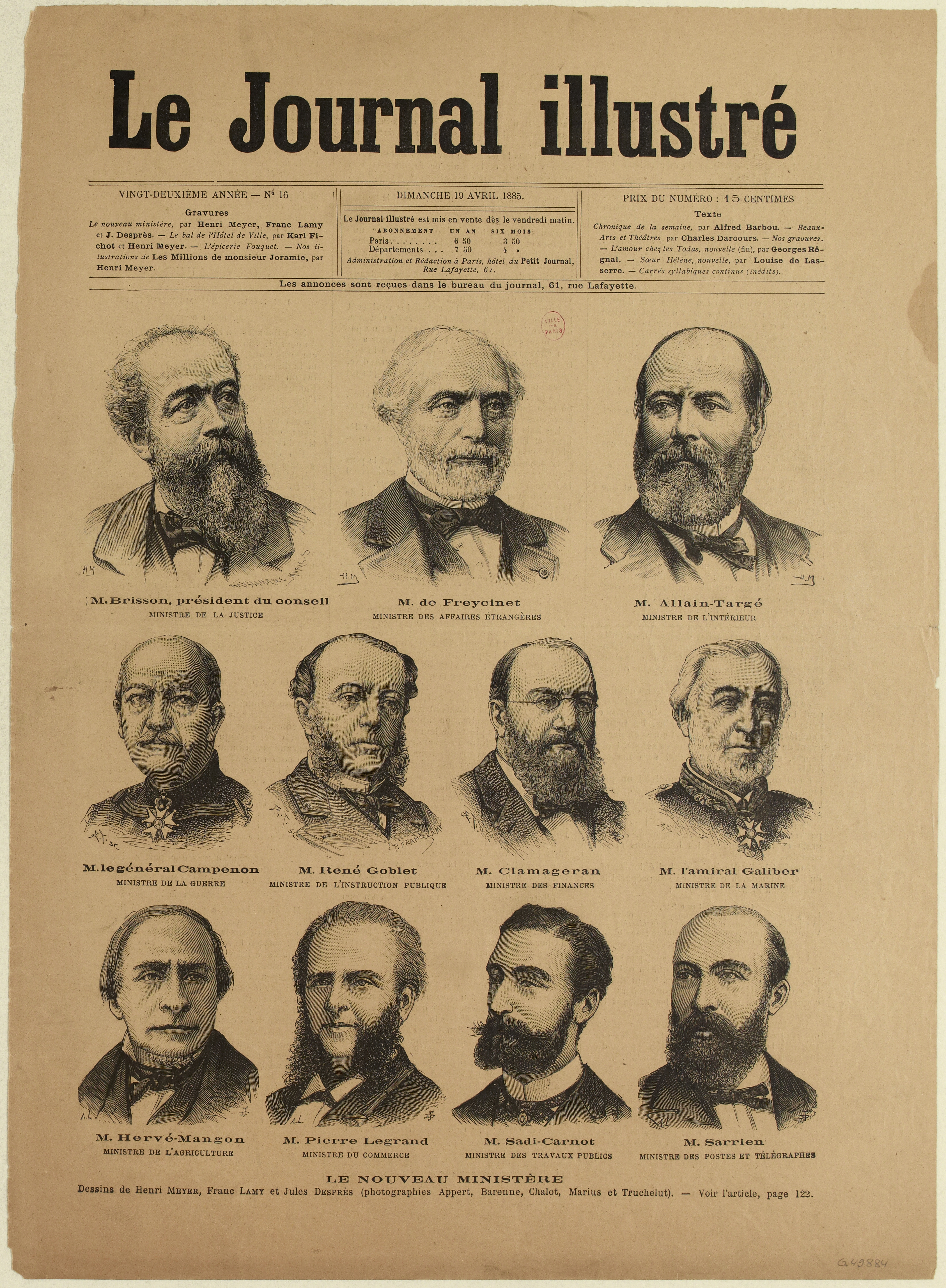
O 1º Gabinete Brisson em ilustração de 1885.

- Presidente da República: Jules Grévy
- Presidente do Conselho de Ministros: Henri Brisson
- Ministro dos Estrangeiros: Charles de Freycinet
- Ministro da Justiça: Henri Brisson
- Ministro do Interior e Cultos: François Allain-Targé
- Ministro da Guerra: Jean-Baptiste Campenon
- Ministro das Finanças: Jean-Jules Clamageran; Sadi Carnot
- Ministro da Marinha e das Colônias: Charles-Eugène Galiber
- Ministro da Instrução Pública e Belas Artes: René Goblet
- Ministro das Obras Públicas: Sadi Carnot; Charles Demôle
- Ministro da Agricultura: Hervé Mangon; Hippolyte Gomot
- Ministro do Comércio: Pierre Legrand; Lucien Dautresme
- Ministro dos Correios e Telégrafos: Ferdinand Sarrien

## Realizações
- Início de uma reaproximação com a Rússia.